# Lars Rohde
Lars Rohde (21 de marzo de 1954 en Højbjerg, Aarhus) es un economista danés, que desde febrero de 2013 es el director (gobernador) del Banco Nacional de Dinamarca, sucediendo a Nils Bernstein. 
Tiene una Licenciatura en Economía por la Universidad de Aarhus.
De 1981 a 1982, trabajó como economista en el Arbejdernes Landsbank, y de 1982 a 1985 en el Danmarks Nationalbank. A partir de 1985, tuvo varios puestos de dirección en Lægernes Pensionskasse, entre otras cosas, fue el director de administración 1988-1989. Después de esto pasó a Realkredit Dinamarca, donde ocupó diversos cargos de dirección, y de 1997 a 1998, fue vicepresidente. En 1998, fue director de Arbejdsmarkedets Tillægspension, una posición que ocupó hasta el año 2013.
De 1987 a 1993, Rohde fue profesor invitado en la Escuela de negocios de Copenhague, y de 1993 a 1996, fue director de la Bolsa de Copenhague. 
Asumió el cargo de director de banco nacional (gobernador), primer ejecutivo del Banco Nacional de Dinamarca el 1 de febrero de 2013, sucediendo a Nils Bernstein. Es por tanto también representante de Dinamarca en el FMI. 